# Etxahun
Pierre Topet, más conocido por su pseudónimo Etxahun (Barcus, Sola, 1786 - 1862), fue un versolari y bardo vascofrancés.

## Biografía
Según sus versos autobiográficos no tuvo una vida fácil. Tuvo una infancia desgraciada, pues según cuenta en Etxahunen bizitzaren khantoria (Canto de la vida de Etxahun) le profesaban poco afecto al "haber sido creado escaso de belleza" ("edertasunez pobre nintzalako sortu").
De joven se enamoró de la joven que servía en su casa y como sus padres no aceptaban la elección de este, lo casaron con una mujer de rica familia, mas aquella boda no trajo nada bueno. Debido a la pobre relación entre ambos y la infidelidad de su esposa, Etxahun mató de un tiro a uno de sus amigos, confundiéndolo con el amante de su esposa. Debido a esto estuvo varios años en prisión, para luego hacerse peregrino y viajar a Roma y Santiago de Compostela. Su trágica historia hizo que su nombre se conociera entre los escritores románticos de toda Europa, y Adelbert von Chamisso le dedicó un poema (Des basken Etchehon's Klage). En los últimos años de su vida, muerta la esposa, fue admitido en su casa. Para entonces la fama de Etxahun llegaba a casi todo el País Vasco francés, y era llamado a cantar en numerosas fiestas y actos conmemorativos. En estos años, además de improvisar versos, su ocupación favorita fue enseñar a leer a los niños, muriendo finalmente como un simple mendigo.
Etxahun fue un versolari tan conocido debido a sus circunstancia vitales, en su obra no hay conciencia intelectual, solamente su deseo de narrar lo que le ocurrió y vivió.

## Obra
A pesar de que se sabe que la mayoría de sus versos manuscritos fueron quemados por sus familiares por considerarlos de muy bajo nivel, gracias a la incansable labor de bertso-biltzaileak (recopiladores de "bertsos") como Jean Haritxelhar, que han dedicado sus tesis a Etxahun y su obra, y a la memoria popular, algunos de ellos se han conservado. Según la división del autor anteriormente citado su obra se clasifica de la siguiente manera:
- Poemas autobiográficos: Urxapal bat, Mundian malerüsik, Bi bertset dolorüsik, Etxahunen bizitziaren khantoria y Ahaide delezius huntan.
- Poemas satíricos: según muchos son igual de buenos o mejores que los autobiográficos. Los más conocidos son: Ofizialarenak, Gaztalondo handian, Bi ahizpak, Maria Solt eta Kastero, Barkoxeko eliza, Musde Tiraz, etc.
- Poemas-circunstanciales y otros: aquellos escritos en honor a alguien, recitados en una boda, etc.

## Opinión crítica
Etxahun no era hombre de cátedra, pero sus versos satíricos y conmovedores tranquilamente pueden equipararse en expresividad, ingenio e inventiva. Entre los satíricos son alabados los siguientes: la colección de versos Oi, laborari gaixua!, por estar a favor de los ricos los que le puso a Barkoxeko erretorari (Al párroco de Barkoxe), Maria Solt eta Kastero dedicados a las relaciones amorosas entre mujeres y hombres ancianos, etc. Sus composiciones autobiográficas están llenas de fuerza y sentimientos, tal y como cabía de esperar.
En resumen, entre los versificadores en euskera es Etxahun quien destaca por su romanticismo. Jean Haritxelhar, lo definió como "romántico sin saberlo".